# Future Now Tour
Future Now Tour foi uma turnê co-estrelada pelos cantores americanos Demi Lovato e Nick Jonas . Em apoio ao seu quinto álbum de estúdio, Confident (2015), e de Jonas, em apoio ao seu terceiro álbum de estúdio, Last Year Was Complicated (2016). A turnê co-headlining começou em 29 de junho de 2016, em Atlanta e terminou em 17 de setembro de 2016, em Inglewood, Califórnia . Lovato continuou a turnê como atração solo em 24 de setembro de 2016 na cidade de Nova York,  e a turnê foi concluída em 1 de julho de 2017, no Brasil com Demi Lovato no Villa Mix Goiânia.

## Histórico e desenvolvimento

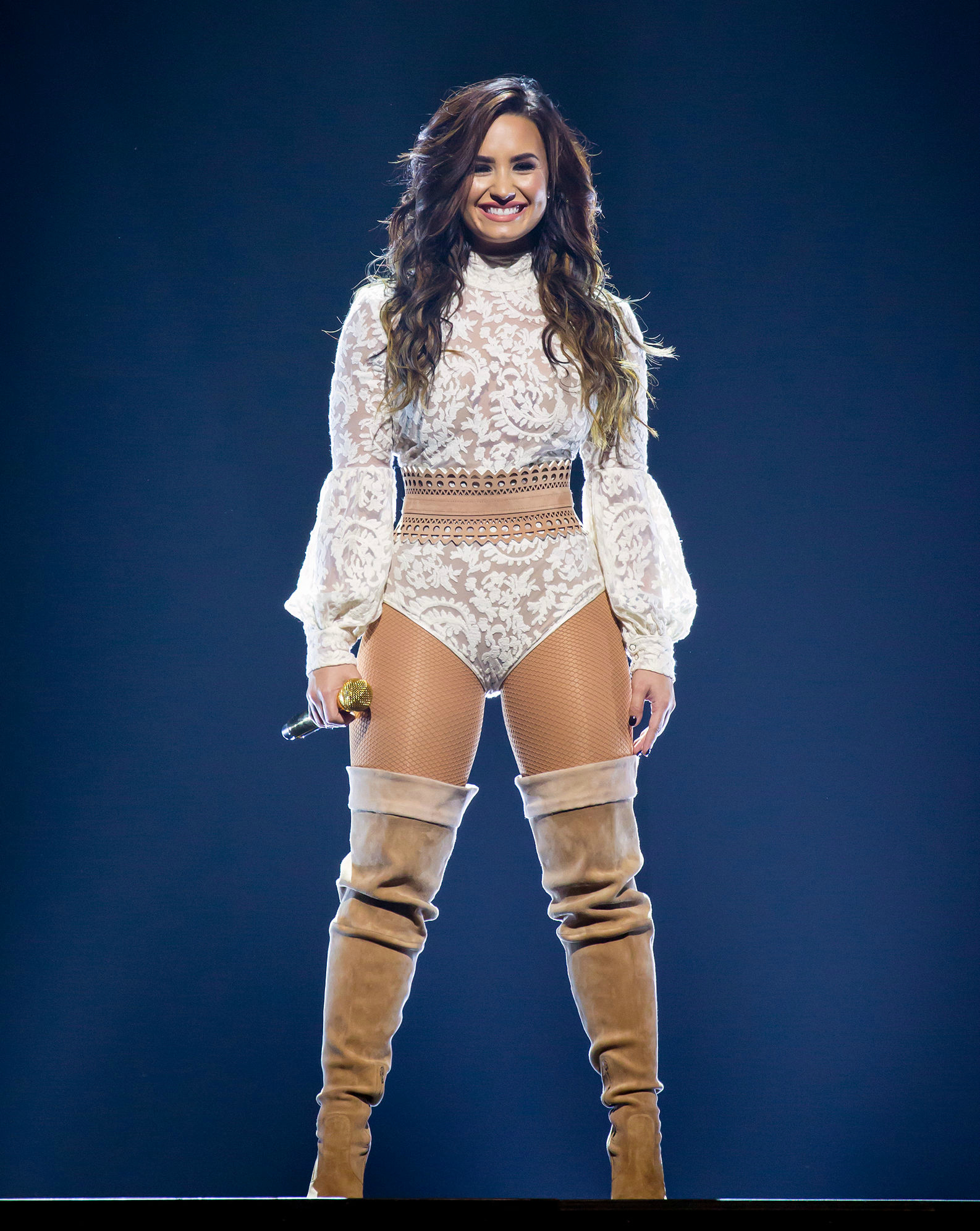
Lovato se apresentando no AT&T Center em San Antonio em 10 de setembro de 2016.

Em 26 de outubro de 2015, Lovato e Jonas anunciaram no Elvis Duran Show, após dias de rumores, que sairiam em turnê juntos. No mesmo dia, ela falou sobre a turnê no Good Morning America . Também foi anunciado que os ingressos começariam a ser vendidos em 7 de novembro de 2015. O pôster da turnê também foi revelado e foi descrito como "homenagens aos Jogos Vorazes representando o Distrito 1 ". ″ 
Em 22 de março de 2016, a turnê foi anunciada oficialmente como parte do 15º Annual Honda Civic Tour . Os fãs tiveram a chance de entrar no sorteio do Honda Civic Tour 2016 para ganhar um dos três grandes prêmios: um automóvel Honda Civic Sedan 2016 personalizado por Lovato, uma motocicleta Honda Grom personalizada por Jonas e uma viagem para dois a Los Angeles. para ver Lovato e Jonas ao vivo em um show no The Forum. Em 28 de junho de 2016, foi anunciado que o Tidal iria transmitir ao vivo a primeira data da turnê. Em 29 de junho de 2016, Lovato anunciou que os CAST Centers se juntariam a ela em uma turnê para promover um diálogo aberto sobre saúde mental e bem-estar, também para inspirar os fãs e apagar o estigma em torno de pedir ajuda.
O Honda Civic Tour of the Future Now Tour ocorreu na América do Norte nos Estados Unidos e Canadá de 29 de junho de 2016 até 17 de setembro de 2016. Mike Posner serviu como banda de abertura principal, com exceção de Atlanta, Sunrise, Orlando, San Jose, Portland e Seattle. Rich Homie Quan e Migos abriram em Atlanta, Marshmello abriu em Sunrise, DJ JayR abriu em Orlando e Chord Overstreet abriu em Chula Vista, San Jose, Nashville e Inglewood. Lovato e Jonas estavam programados para apresentar Charlotte e Raleigh, mas cancelaram por causa da lei HB2 na Carolina do Norte . Lovato e Jonas também estavam programados para se apresentar em Virginia Beach, mas cancelaram devido a um conflito de agenda com o Boston Pops Firework Spectacular em 4 de julho
Lovato continuou a turnê Future Now sem Jonas na cidade de Nova York, Turquia, México e Brasil. Em 7 de setembro de 2016, o Global Citizen Festival 2016 anunciou Lovato como atração principal do festival na cidade de Nova York. Selena Gomez era headliner original, mas cancelou devido a ansiedade e depressão causada pelo lúpus . Em 21 de setembro de 2016, a Expo 2016 anunciou Lovato como atração principal do festival em Antalya. . A turnê terminou no Brasil, com Demi dando seguimento na turnê em duas apresentações, uma em dezembro de 2016 no Z Festival e outra no Villa Mix Goiânia 2017.

## Setlist
Este setlist é representativo da apresentação em Atlanta em 29 de junho de 2016. Não é representativo de todos os shows durante a turnê.
1. "Levels"†
2. "Champagne Problems"†
3. "Teacher"†
4. "Good Thing"†
5. "The Difference"†
6. "Bacon"†
7. "Numb"†
8. "Chains"†
9. "Confident"‡
10. "Heart Attack"‡
11. "Neon Lights"‡
12. "For You"‡
13. "Body Say" ‡
14. "Fix a Heart"‡
15. "Nightingale"‡
16. "Warrior"‡
17. "Lionheart"‡
18. "Give Your Heart a Break"‡
19. "Stone Cold"
20. "Chainsaw"†
21. "Jealous"†
22. "Close"
23. "Skyscraper"‡

Encore
1. "Cool for the Summer"‡

Este setlist é representativo da apresentação em Montreal em 22 de julho de 2016. Não é representativo de todos os shows durante a turnê.
1. "Confident"
2. "Heart Attack"
3. "Neon Lights"
4. "Fire Starter"
5. "For You"
6. "Got Dynamite"
7. "Body Say"
8. "Wildfire"
9. "My Love Is like a Star"
10. "Fix a Heart"
11. "Nightingale"
12. "Warrior"
13. "Lionheart"
14. "Old Ways"
15. "Kingdom Come"
16. "Yes"
17. "Stone Cold"
18. "Give Your Heart a Break"
19. "Skyscraper"

Encore
1. "Cool for the Summer"

## Shows
| Data                 | Cidade           | País             | Local                                   | Ato de abertura              |
| América do Norte     | América do Norte | América do Norte | América do Norte                        | América do Norte             |
| -------------------- | ---------------- | ---------------- | --------------------------------------- | ---------------------------- |
| 29 de Junho, 2016    | Atlanta          | Estados Unidos   | Philips Arena                           | Rich Homie Quan Migos        |
| 1 de julho, 2016     | Sunrise          | Estados Unidos   | BB&T Center                             | Marshmello                   |
| 2 de julho, 2016     | Orlando          | Estados Unidos   | Amway Center                            | DJ JayR                      |
| 6 de julho, 2016     | Uncasville       | Estados Unidos   | Mohegan Sun Arena                       | Mike Posner                  |
| 8 de julho, 2016     | Brooklyn         | Estados Unidos   | Barclays Center                         | Mike Posner                  |
| 9 de julho, 2016     | Portland         | Estados Unidos   | Cross Insurance Arena                   | Mike Posner                  |
| 12 de julho, 2016    | Newark           | Estados Unidos   | Prudential Center                       | Mike Posner                  |
| 14 de julho, 2016    | Camden           | Estados Unidos   | BB&T Pavilion                           | Mike Posner                  |
| 16 de julho, 2016    | Hershey          | Estados Unidos   | Hersheypark Stadium                     | Mike Posner                  |
| 17 de julho, 2016    | Buffalo          | Estados Unidos   | First Niagara Center                    | Mike Posner                  |
| 20 de julho, 2016    | Boston           | Estados Unidos   | TD Garden                               | Mike Posner                  |
| 22 de julho, 2016    | Montreal         | Canada           | Bell Centre                             | Mike Posner                  |
| 23 de julho, 2016    | Toronto          | Canada           | Air Canada Centre                       | Mike Posner                  |
| 26 de julho, 2016    | Washington, D.C. | Estados Unidos   | Verizon Center                          | Mike Posner                  |
| 27 de julho, 2016    | Columbus         | Estados Unidos   | Schottenstein Center                    | Mike Posner                  |
| 29 de julho, 2016    | Louisville       | Estados Unidos   | KFC Yum! Center                         | Mike Posner                  |
| 30 de julho, 2016    | Auburn Hills     | Estados Unidos   | The Palace of Auburn Hills              | Mike Posner                  |
| 2 de agosto, 2016    | Rosemont         | Estados Unidos   | Allstate Arena                          | Mike Posner                  |
| 3 de agosto, 2016    | Indianapolis     | Estados Unidos   | Bankers Life Fieldhouse                 | Mike Posner                  |
| 5 de agosto, 2016    | St. Louis        | Estados Unidos   | Scottrade Center                        | Mike Posner                  |
| 6 de agosto, 2016    | Kansas City      | Estados Unidos   | Sprint Center                           | Mike Posner                  |
| 9 de agosto, 2016    | Denver           | Estados Unidos   | Pepsi Center                            | Mike Posner                  |
| 11 de agosto, 2016   | Salt Lake City   | Estados Unidos   | Vivint Smart Home Arena                 | Mike Posner                  |
| 13 de agosto, 2016   | Las Vegas        | Estados Unidos   | MGM Grand Garden Arena                  | Mike Posner                  |
| 14 de agosto, 2016   | Chula Vista      | Estados Unidos   | Sleep Train Amphitheatre                | Mike Posner Chord Overstreet |
| 17 de agosto, 2016   | Anaheim          | Estados Unidos   | Honda Center                            | Mike Posner                  |
| 18 de agosto, 2016   | San Jose         | Estados Unidos   | SAP Center                              | Chord Overstreet             |
| 20 de agosto, 2016   | Portland         | Estados Unidos   | Moda Center                             | —                            |
| 21 de agosto, 2016   | Seattle          | Estados Unidos   | KeyArena                                | —                            |
| 24 de agosto, 2016   | Vancouver        | Canada           | Rogers Arena                            | Mike Posner                  |
| 26 de agosto, 2016   | Edmonton         | Canada           | Rexall Place                            | Mike Posner                  |
| 27 de agosto, 2016   | Calgary          | Canada           | Scotiabank Saddledome                   | Mike Posner                  |
| 29 de agosto, 2016   | Winnipeg         | Canada           | MTS Centre                              | Mike Posner                  |
| 31 de agosto, 2016   | Saint Paul       | Estados Unidos   | Minnesota State Fair Grandstand         | Mike Posner                  |
| 2 de setembro, 2016  | Cleveland        | Estados Unidos   | Quicken Loans Arena                     | Mike Posner                  |
| 7 de setembro, 2016  | Nashville        | Estados Unidos   | Bridgestone Arena                       | Mike Posner Chord Overstreet |
| 9 de setembro, 2016  | Houston          | Estados Unidos   | Toyota Center                           | Mike Posner                  |
| 10 de setembro, 2016 | San Antonio      | Estados Unidos   | AT&T Center                             | Mike Posner                  |
| 12 de setembro, 2016 | Dallas           | Estados Unidos   | American Airlines Center                | Mike Posner                  |
| 14 de setembro, 2016 | Albuquerque      | Estados Unidos   | Isleta Amphitheater                     | Mike Posner                  |
| 16 de setembro, 2016 | Phoenix          | Estados Unidos   | Talking Stick Resort Arena              | Mike Posner                  |
| 17 de setembro, 2016 | Inglewood        | Estados Unidos   | The Forum                               | Mike Posner Chord Overstreet |
| 24 de setembro, 2016 | New York City    | Estados Unidos   | Central Park                            | —                            |
| Europa               |                  |                  |                                         |                              |
| 1 de outubro, 2016   | Antalya          | Turquia          | Expo 2016                               | —                            |
| América do Norte     |                  |                  |                                         |                              |
| 16 de outubro, 2016  | Mexico City      | Mexico           | Palacio de los Deportes                 | —                            |
| 18 de outubro, 2016  | Zapopan          | Mexico           | Auditorio Telmex                        | —                            |
| 19 de outubro, 2016  | Monterrey        | Mexico           | Auditorio Banamex                       | —                            |
| America do Sul       |                  |                  |                                         |                              |
| 10 de dezembro, 2016 | Sâo Paulo        | Brasil           | Allianz Parque                          | -                            |
| 1 de julho, 2017     | Goiania          | Brasil           | Estacionamento do Estádio Serra Dourada | -                            |